# Pavel Fedotov

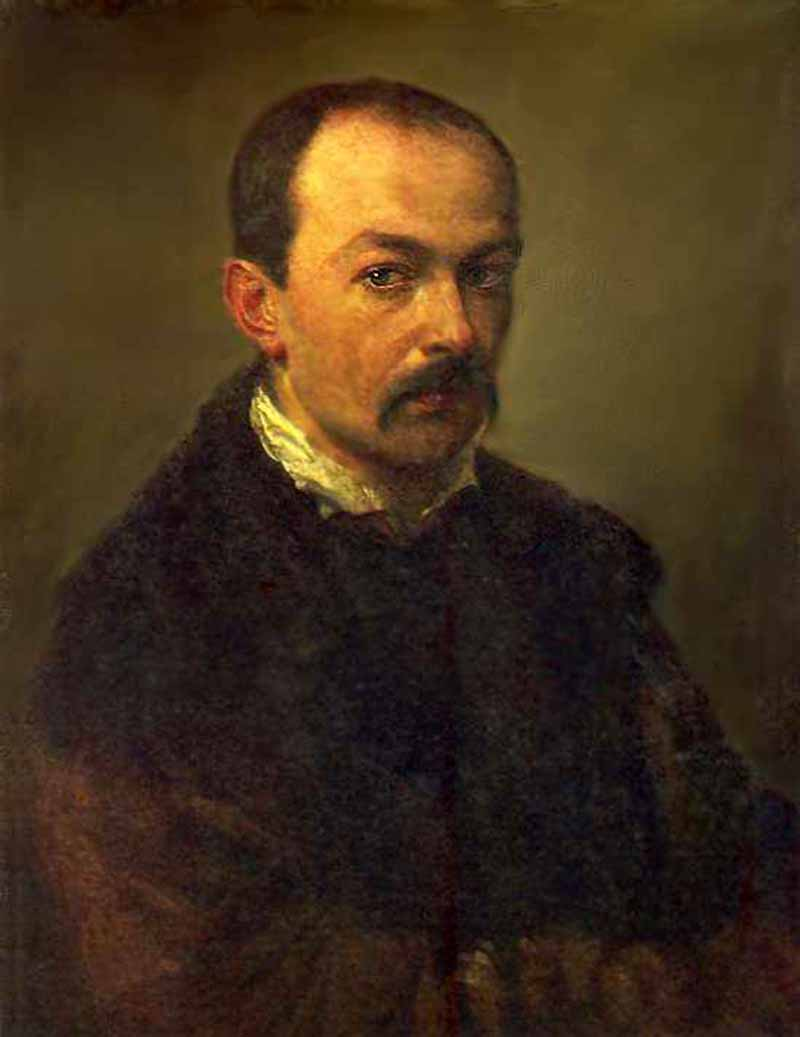
Pavel Fedotov

Pavel Fedotov (Павел Андреевич Федотов em cirílico) (1815 – 1852) foi um pintor russo. Ele foi também um oficial da Guarda Imperial de São Petersburgo. Em 1844 após decidir dar uma atenção especial para a artes, deixou o exército. Foi alvo de perseguição do governo, por conta de seu envolvimento com a sequência de revoluções de 1848.

## Obras

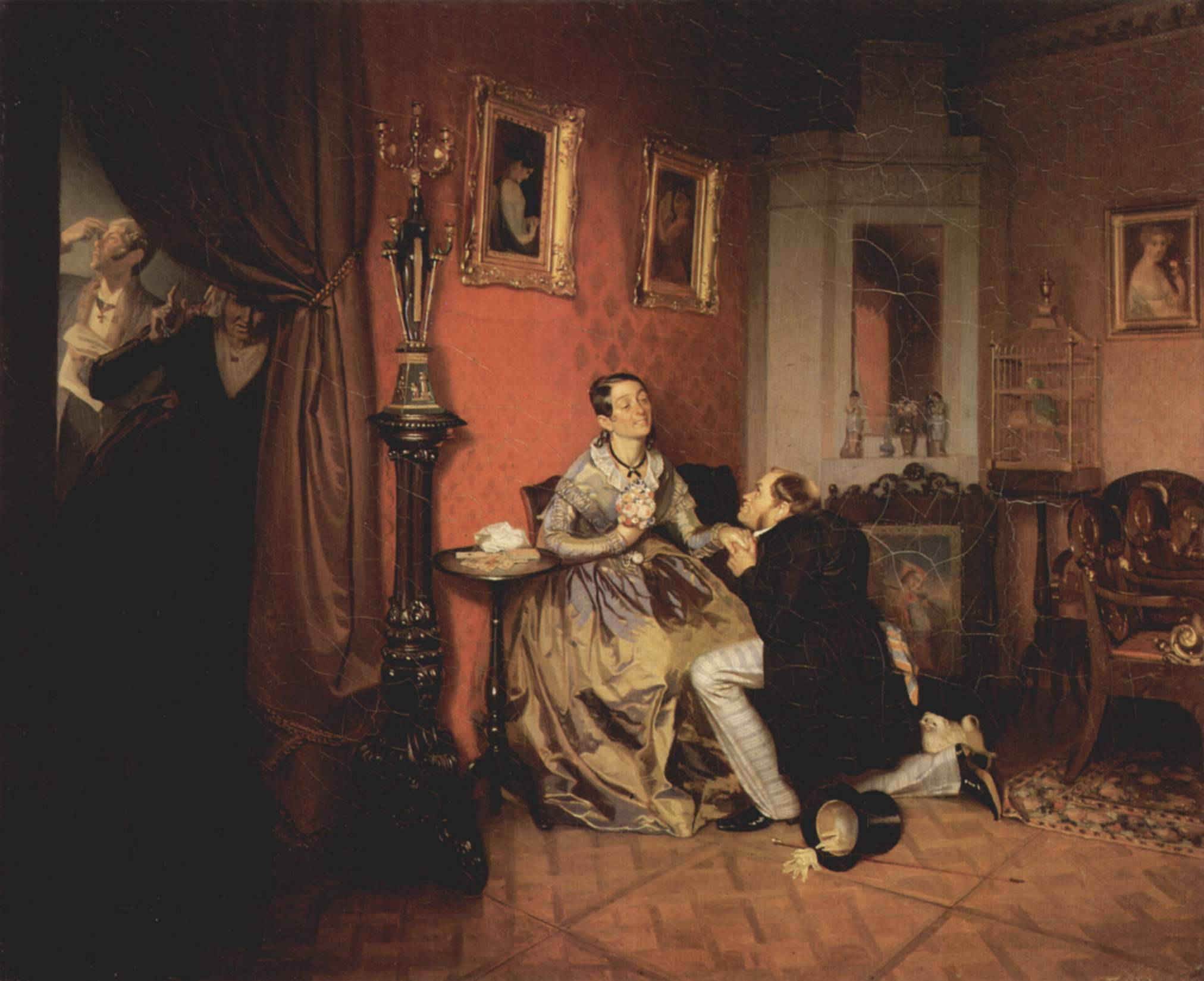
Difficult Bride, 1842
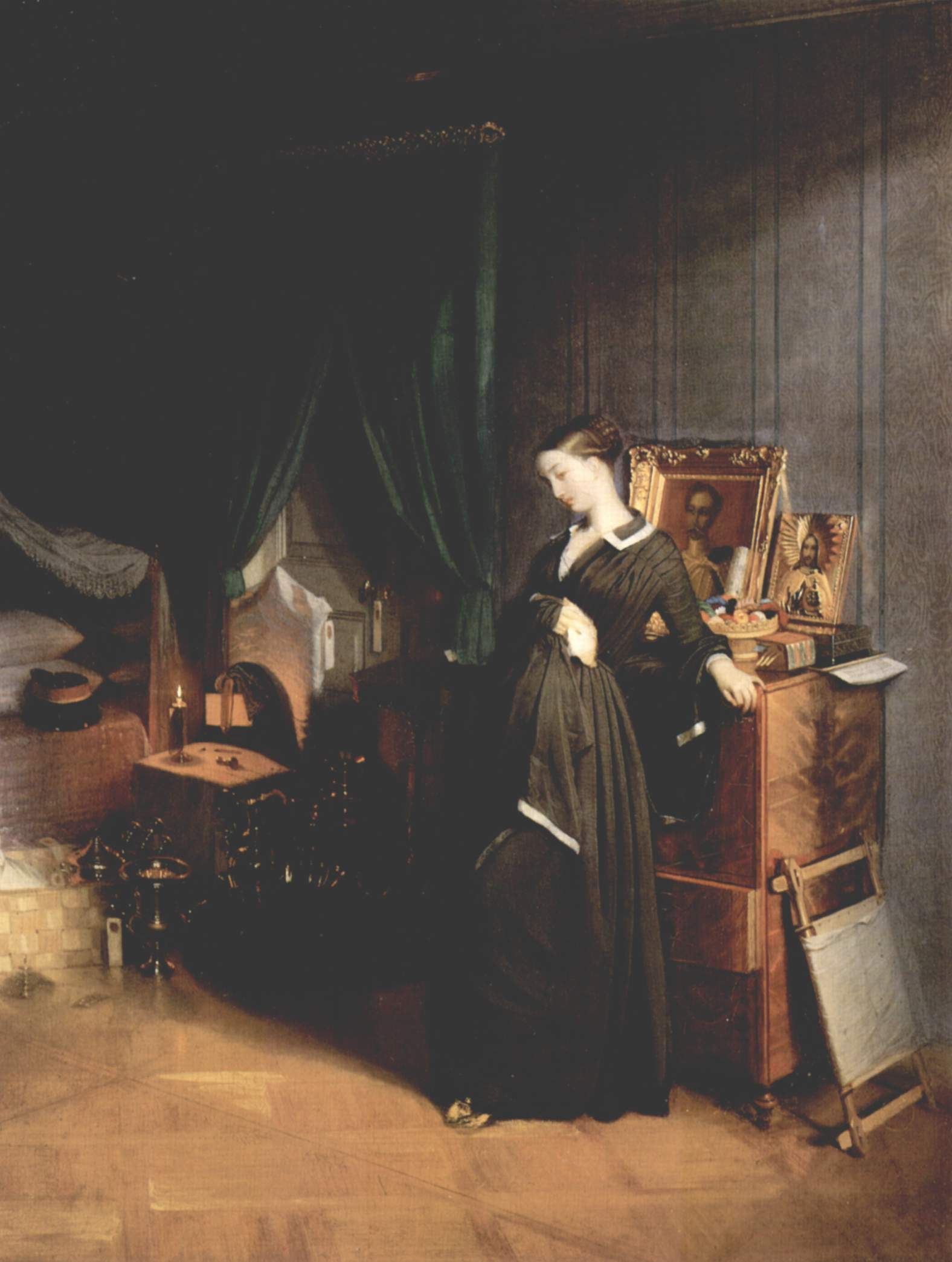
Young widow, 1851
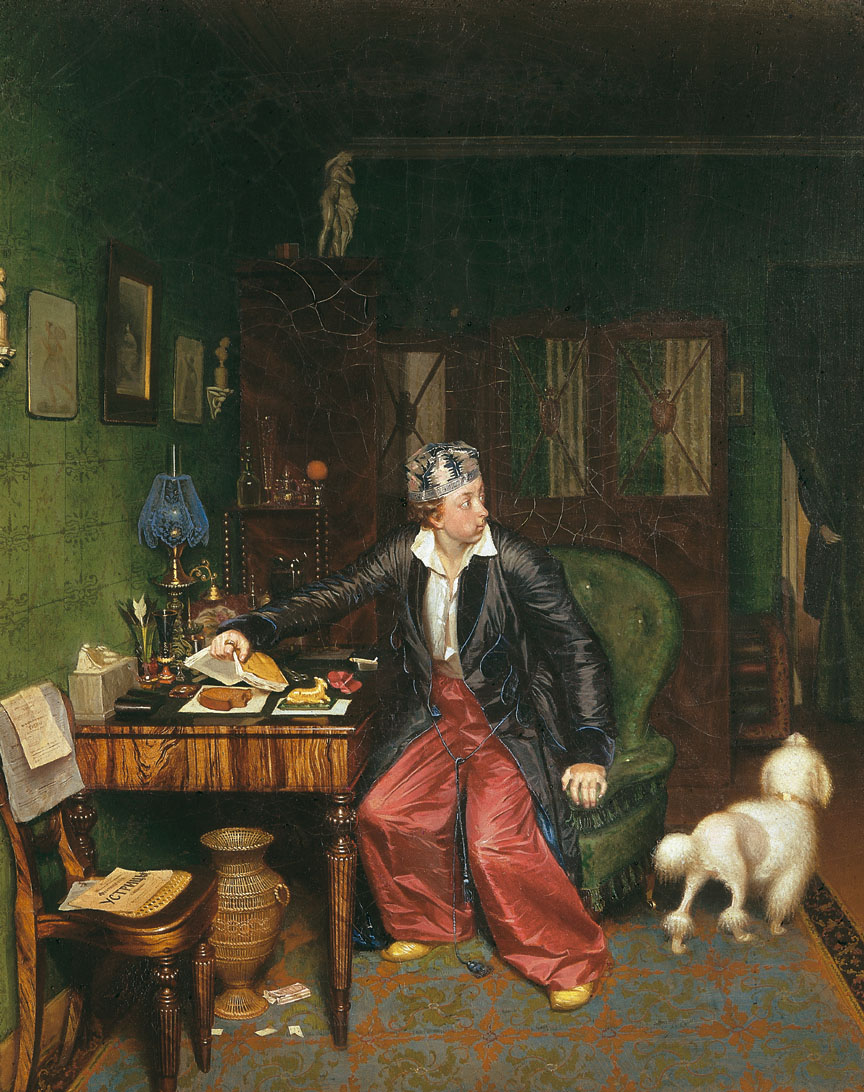
Breakfast of an Aristocrate
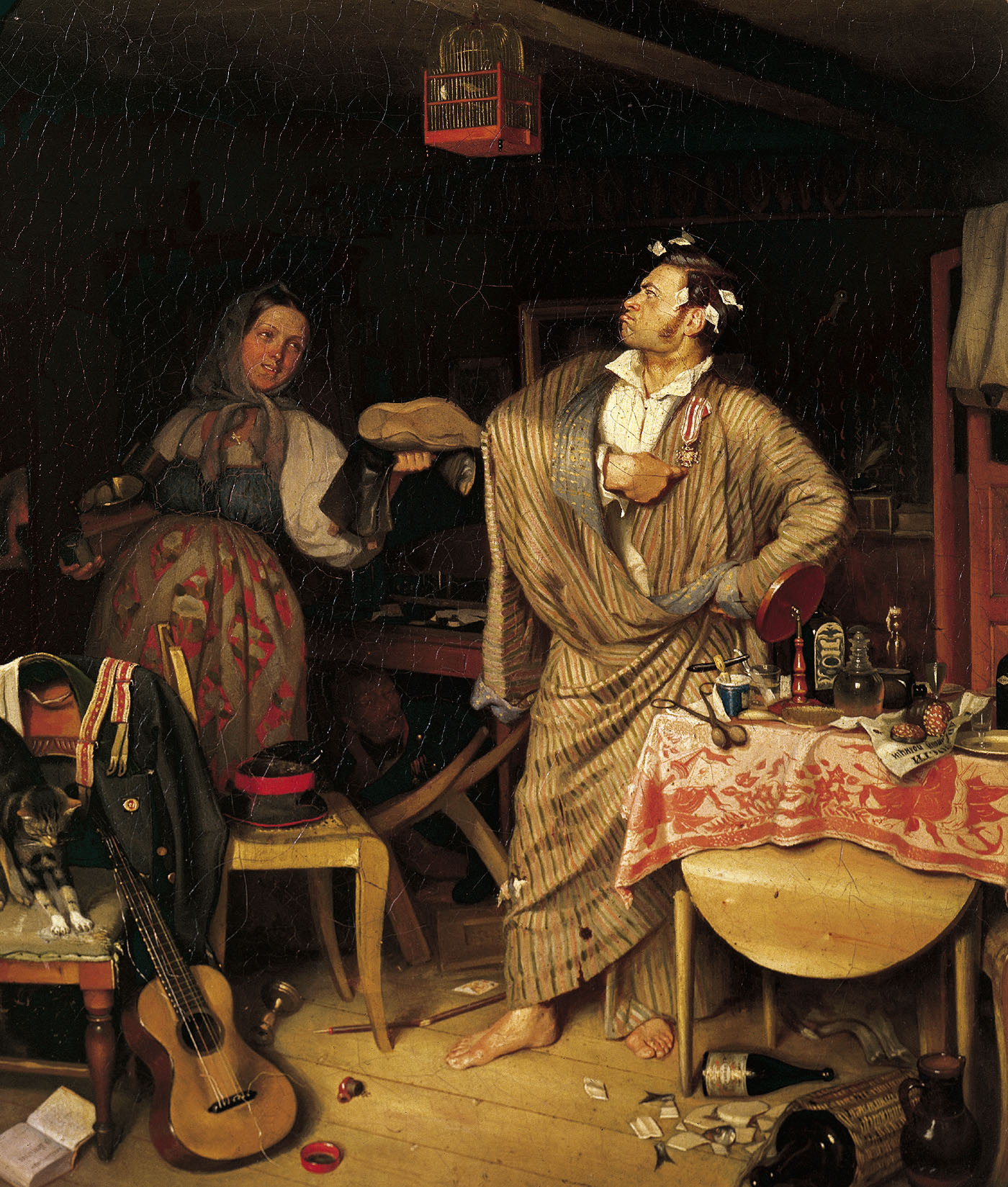
Fresh Cavalier (Morning of a bureaucrat receiving his first cross)
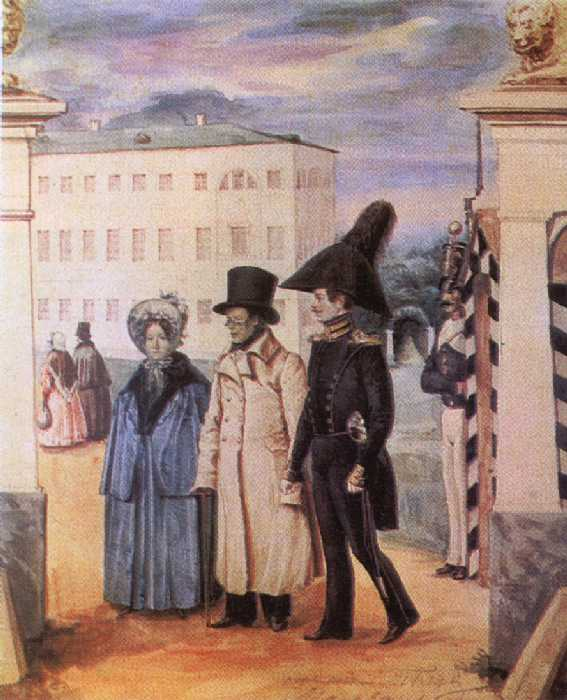
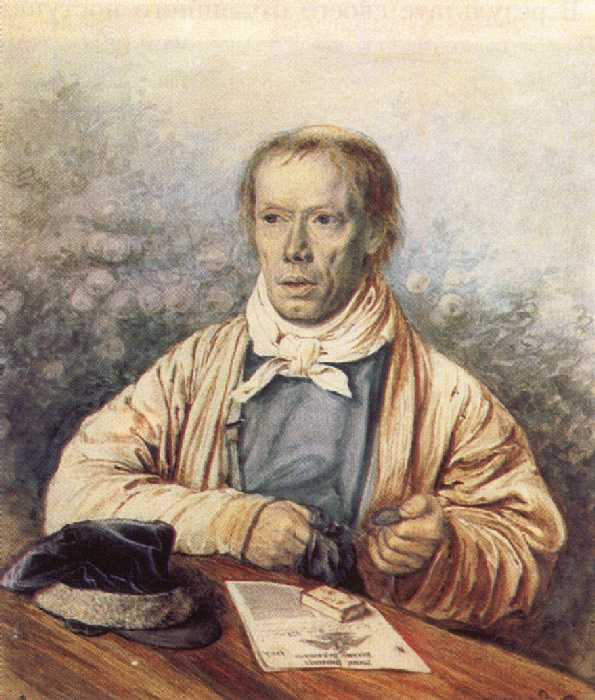
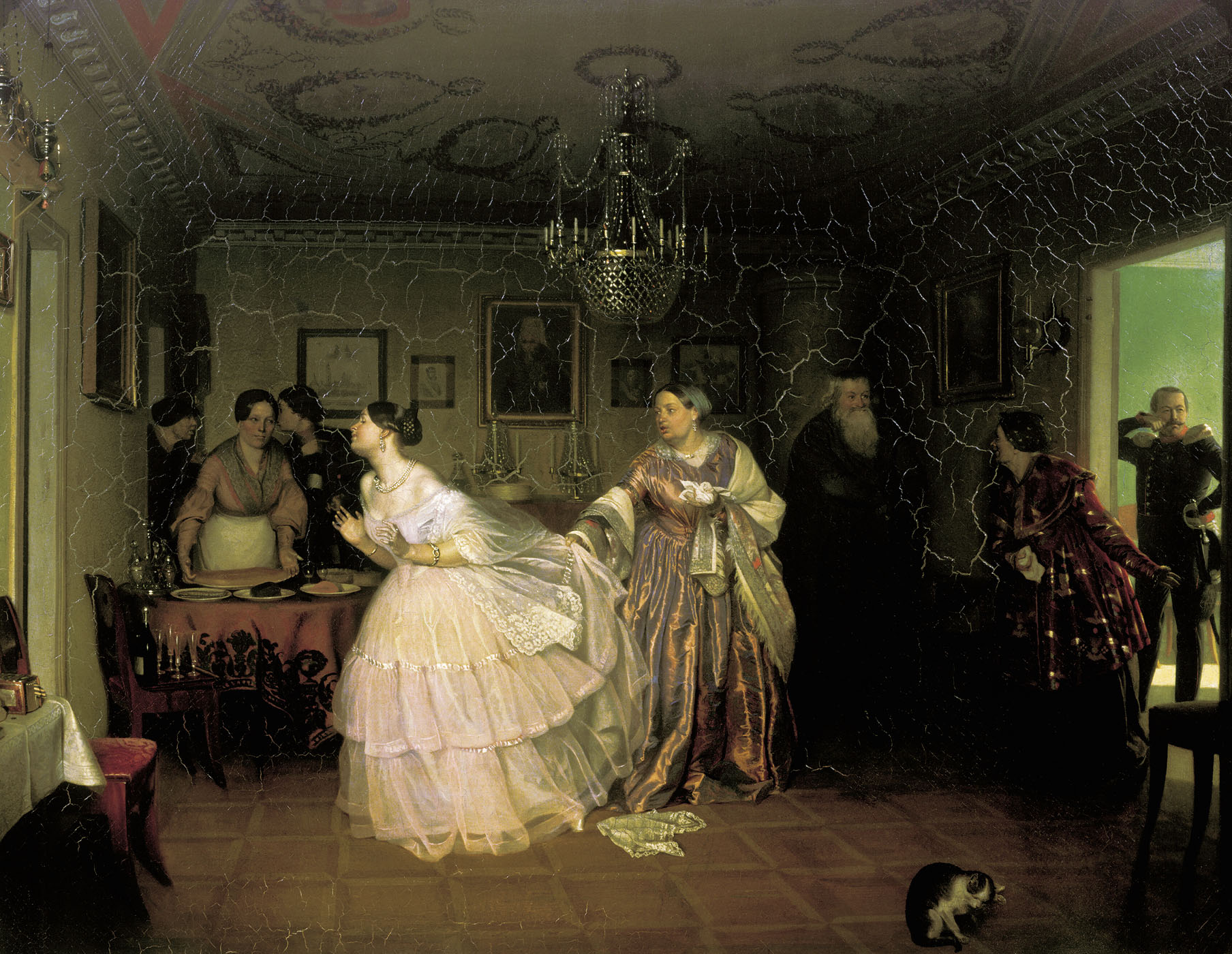
Major's Betrothal, 1848
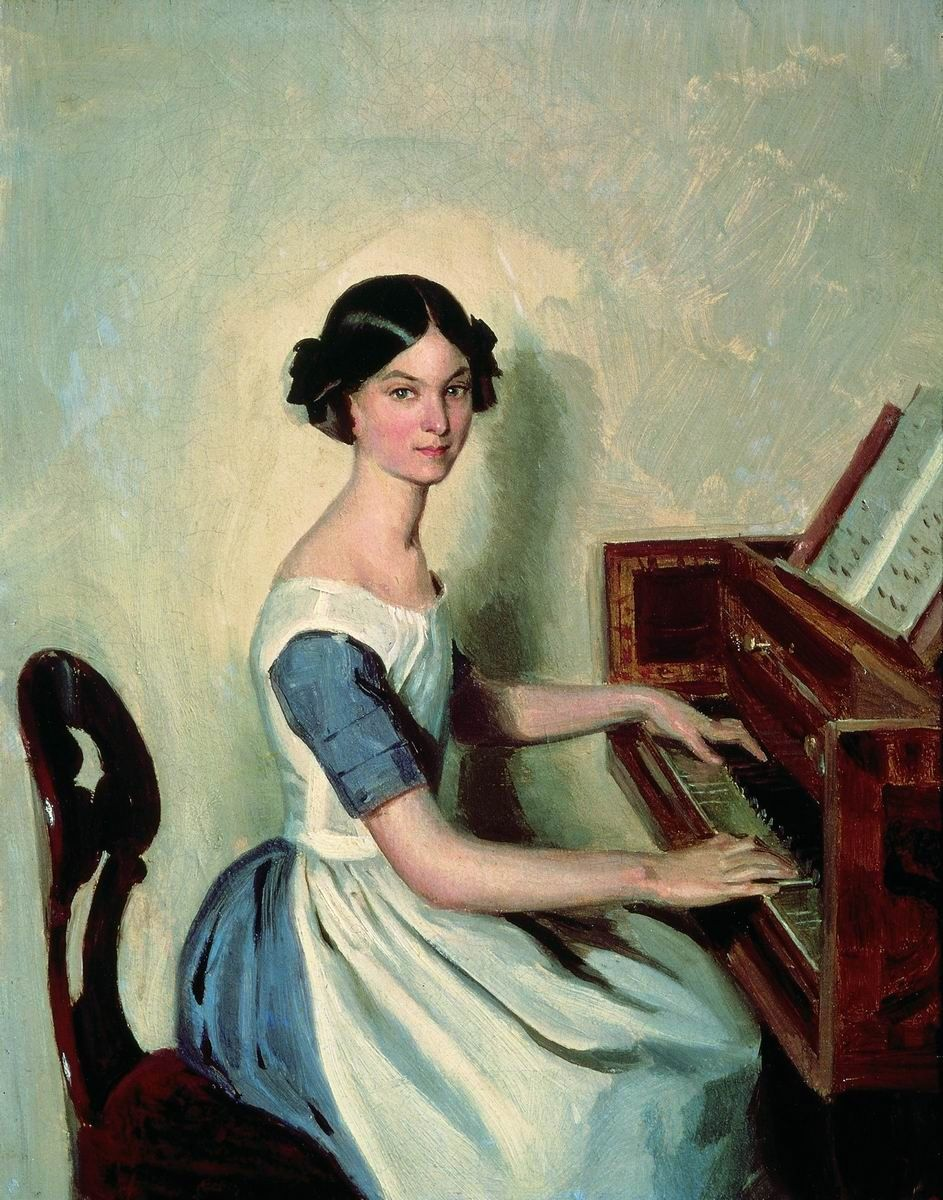
Portrait of N P Zhdanovich at the Harpsichord